# Hans Barth (Journalist)

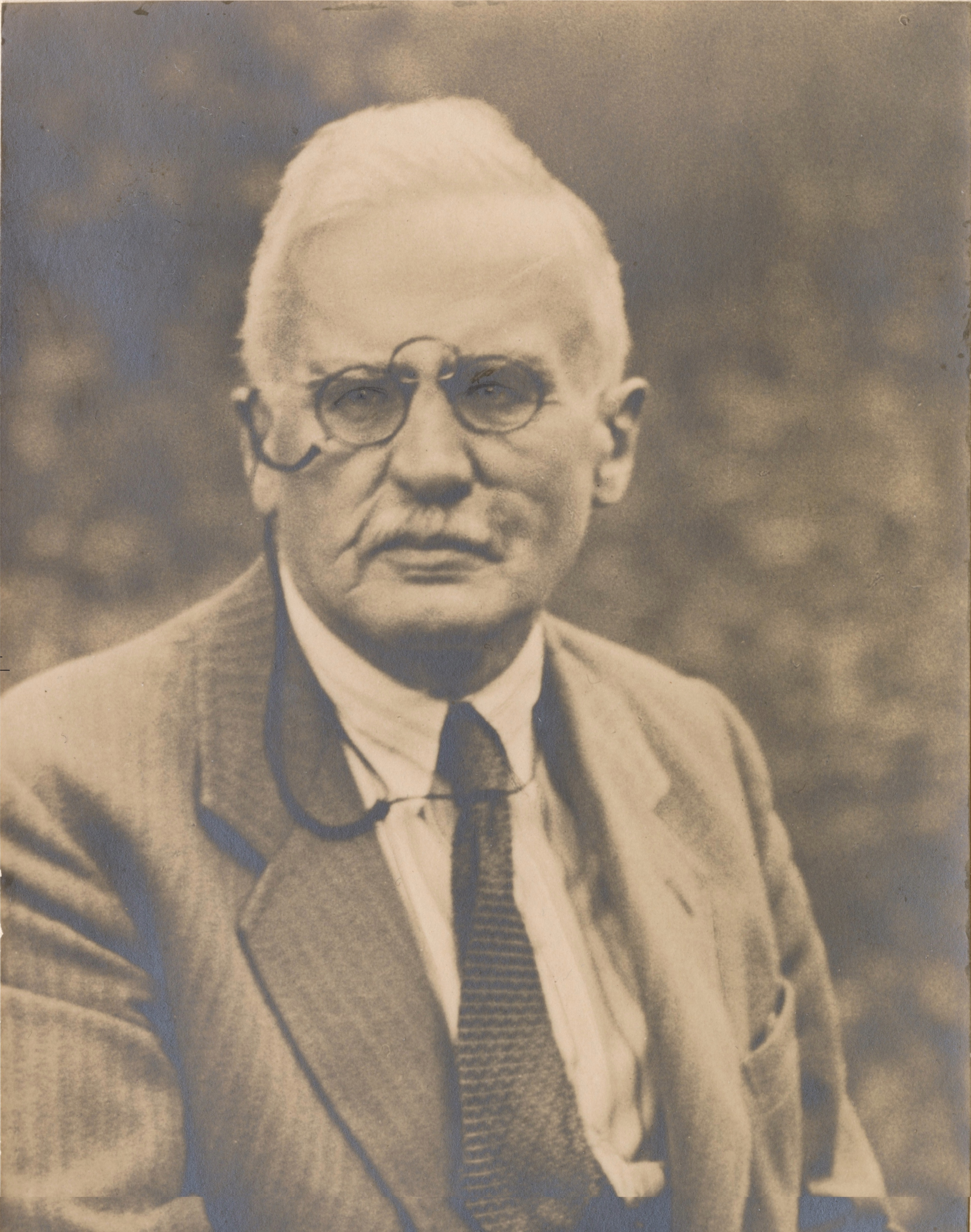
Hans Barth

Hans Barth (* 29. September 1862 in Stuttgart; † 28. Februar 1928 in Rom) war ein deutscher Journalist und Schriftsteller. Er schuf insbesondere biographisch geprägte literarische Reiseführer.

## Leben
Hans Barth war der Sohn eines aus Stuttgart stammenden Ehepaares, das eine Schule in Smyrna leitete. In Stuttgart geboren, verbrachte er seine Kindheit in Smyrna, besuchte jedoch das Gymnasium in Ulm und studierte in Zürich, Genf und Berlin romanische Philologie. Er wurde 1883 in Zürich promoviert. Ab 1886 war er Korrespondent für das Berliner Tageblatt in Rom. Diese Tätigkeit übte Barth bis ins Jahr 1927 aus, als er aus gesundheitlichen Gründen zur Niederlegung gezwungen war.

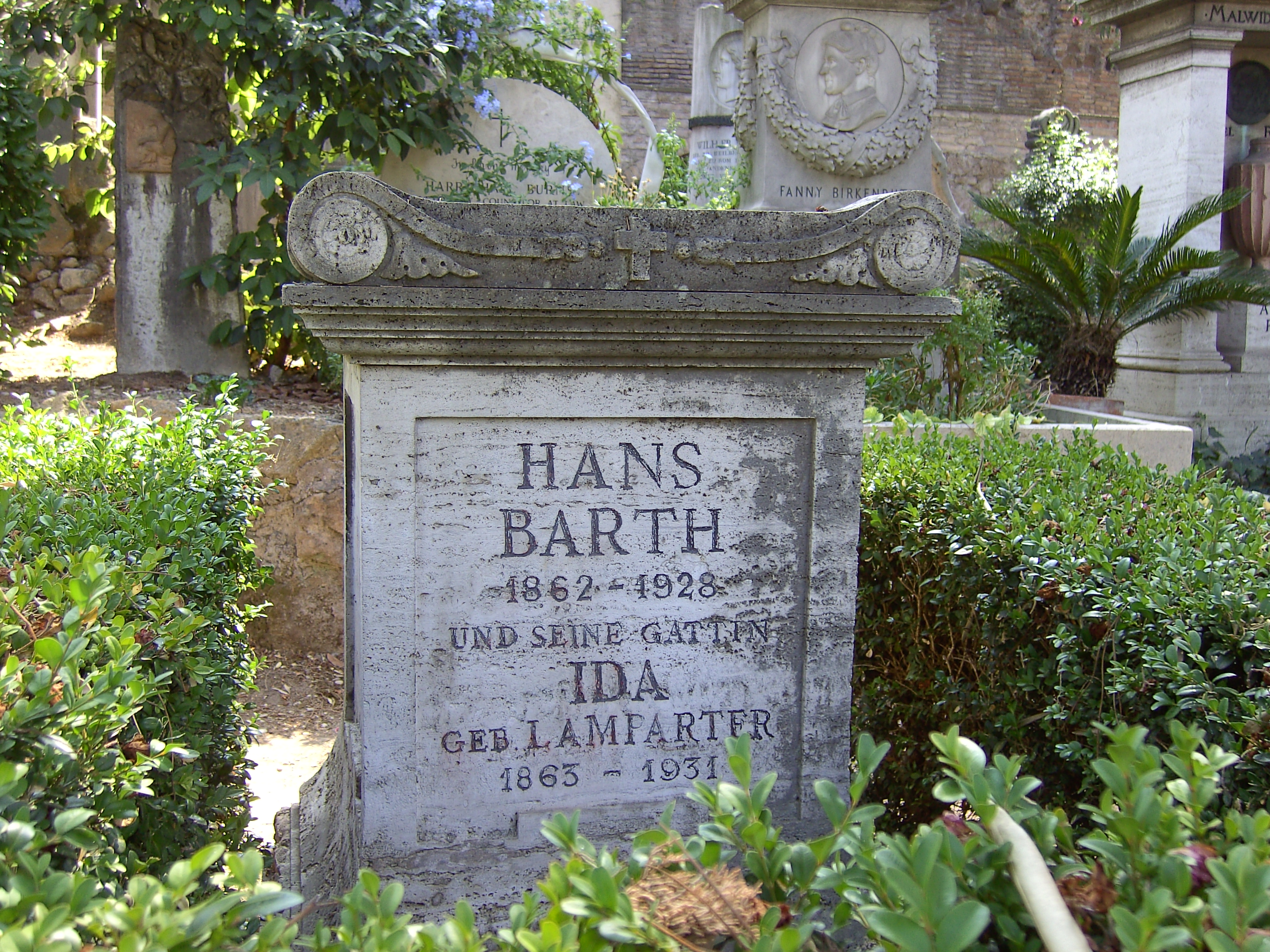
Grabstein von Hans Barth auf dem Protestantischen Friedhof in Rom

Hans Barth ist, ebenso wie seine 1931 verstorbene Ehefrau Ida Lamparter, auf dem  Protestantischen Friedhof in Rom bestattet.

## Werk
Hans Barth wurde insbesondere durch seinen in studentisch-launigem Ton gehaltenen Führer durch die Schankwirtschaften Roms und Italiens bekannt, der mehrfach aufgelegt und ins Italienische übersetzt wurde.

## Schriften
- Römische Allotria. Vademecum für Italien-Bummler. Zürich 1896
- Türke, wehre dich! Rengersche Buchhandlung, Leipzig 1898
- Est! Est! Est! Italienischer Schenkenführer. Venedig – Mailand – Turin – Genua – Bologna – Florenz – Rom und „Castelli Romani“ – Neapel – Capri. Oldenburg/Leipzig o. J. [1900].
- Osteria. Kulturgeschichtlicher Führer durch Italiens Schenken von Verona bis Capri. Stuttgart 1908 (2. Aufl. u.d.T. Osteria. Kulturgeschichtlicher Führer durch Italiens Schenken vom Gardasee bis Capri. Stuttgart 1911).
  - Nachdruck mit neuem Vorwort: Osteria. Kulturgeschichtlicher Führer durch Italiens Schenken vom Gardasee bis Capri von Hans Barth. Mit einer Vorrede von Gabriele d'Annunzio. Hrsg. und mit Vorwort versehen von Stephan Oswald, Winter, Heidelberg 2015, ISBN 978-3-8253-6567-7
- Roma aeterna. Eine Wanderung durch Rom. Preuss. Institut Graphik, Berlin [1912]. (Collection der „Reiseziele und Erinnerungen“)
- Die heulende Wölfin. Römische Xenien. Stuttgart 1917
- Römische Asche. Neue Xenien. Bern 1919